# Cordaitaceae
Famille
Synonymes
- Cordaitanthaceae[1]

Genres de rang inférieur
- † Cordaites
- † Cordaicarpus
- † Cardiocarpus
- † Samaropsis

Les Cordaitaceae sont une famille éteinte de plantes appartenant au groupe des gymnospermes fossiles et à l'ordre des Cordaitales. 
Ces plantes ont vécu au Carbonifère.

## Étymologie
Leur nom dérive du genre Cordaites créé par Franz Unger en 1850 en hommage au médecin, botaniste et mycologue tchèque August Carl Joseph Corda.

## Liste des genres
Selon BioLib (30 octobre 2018) :
- † Cardiocarpus
- † Cordaicarpus
- † Cordaites Unger, 1850
- † Samaropsis Goeppert, 1864

Selon Paleobiology Database (30 octobre 2018) :
- † Artisia Sternberg, 1838
- † Cordaicarpon